# José Patrocinio Jiménez Bautista
José Patrocinio Jiménez Bautista (Ramiriquí, 17 de gener de 1953) va ser un ciclista colombià, que va córrer entre 1974 i 1988. Durant la seva carrera esportiva destaquen les victòries a la Vuelta a Colòmbia de 1976 i la Vuelta al Táchira de 1977.

## Palmarès
- 1974
  - Vencedor d'una etapa de la Vuelta a Colòmbia
- 1976
  - 1r a la Vuelta a Colòmbia
  - 1r al Clásico RCN
  - 1r a la Vuelta a Guatemala i vencedor de 4 etapes
- 1977
  - 1r a la Vuelta al Táchira
  - 1r a la Vuelta a Guatemala i vencedor de 3 etapes
- 1979
  - Vencedor d'una etapa a la Volta a Xile
- 1980
  - 1r a la Vuelta a Antioquía
  - Vencedor d'una etapa del Tour de l'Avenir
- 1981
  - 1r a la Vuelta a Cundinamarca
  - Vencedor de 2 etapes del Gran Premi Guillem Tell
  - Vencedor d'una etapa del Tour de l'Avenir
- 1982
  - 1r a la Coors Classic
  - 1r a la Vuelta a Antioquía
  - Vencedor d'una etapa a la Volta a Xile
- 1983
  - 1r a la Vuelta a Cundinamarca

### Resultats al Tour de França
- 1983. 17è de la classificació general
- 1984. 15è de la classificació general
- 1986. 21è de la classificació general
- 1988. 51è de la classificació general

### Resultats a la Volta a Espanya
- 1984. 7è de la classificació general
- 1986. 32è de la classificació general
- 1987. 16è de la classificació general